# Begonia kalabenonensis
Espèce
Begonia kalabenonensis est une espèce de plantes de la famille des Begoniaceae. Ce bégonia est originaire de Madagascar. L'espèce fait partie de la section Muscibegonia. Elle a été décrite en 1971 par Gérard-Guy Aymonin et Jean Bosser, à la suite des travaux de Henri Jean Humbert (1887-1967). L'épithète spécifique kalabenonensis signifie « de Kalabenono », en référence au Mont Kalabenono, lieu de récolte des types par Henri Perrier de La Bâthie en 1923 dans la région de Sambirano.

## Répartition géographique
Cette espèce est originaire du pays suivant : Madagascar.